# Escasez hídrica en Chile

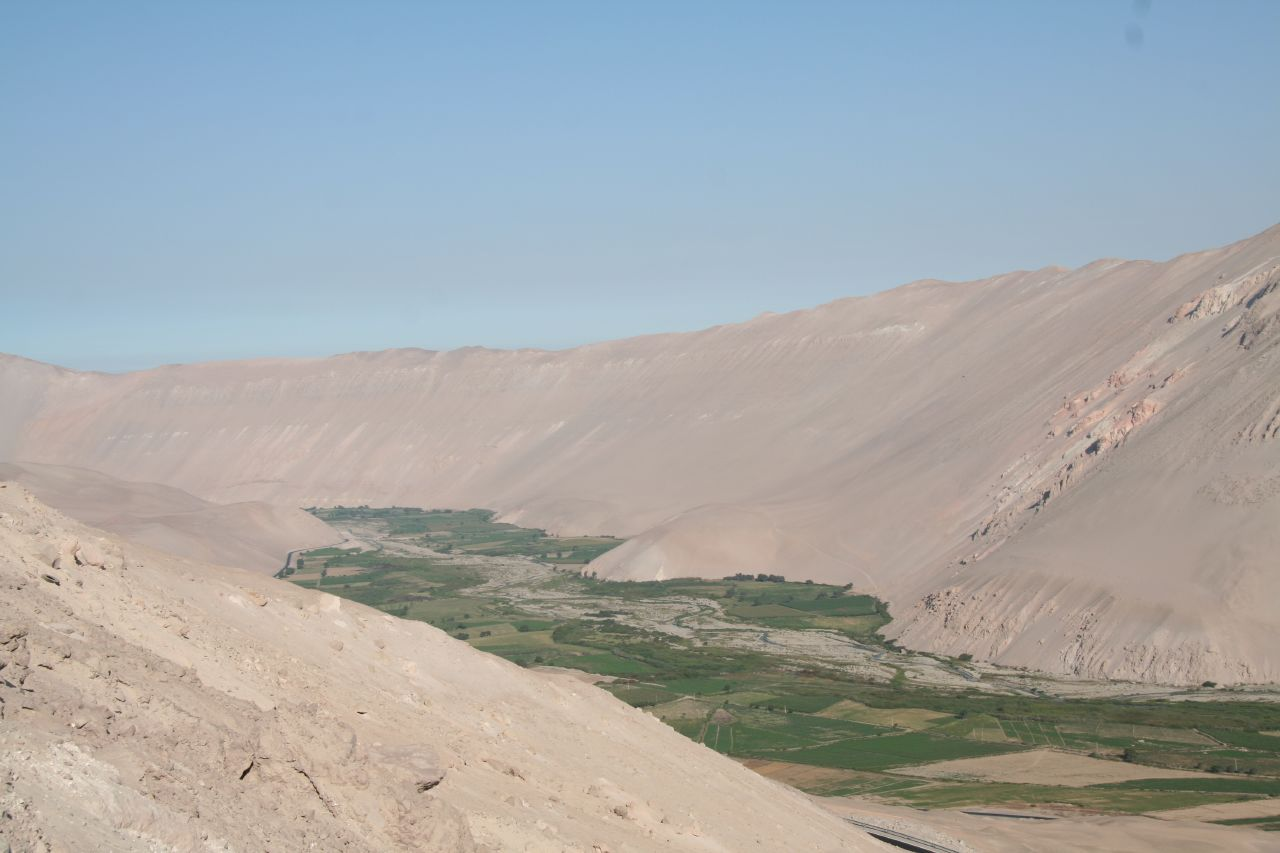
Valle de Azapa en el Norte de Chile.

La escasez hídrica se define como una disminución en la calidad y cantidad disponible de agua dulce, al grado de generar efectos nocivos para la salud humana o la actividad económica. 
En Chile, este problema se viene presentando desde el año 1540 a la actualidad. Este fenómeno afecta al ecosistema, a la flora y fauna, la agricultura de producción de alimentos, ganadería y  la extinción de varias especies. Este tema es relevante, sin embargo no se ha hablado mucho ni se ha abordado de forma adecuada. Por eso, es importante compartir información clara y sencilla para que cualquiera pueda entenderlo.

## Antecedentes históricos
La sequía de 1540 no solo impactó a Europa, sino también a América y Chile, que coincidió históricamente con la llegada de Pedro de Valdivia en el Valle del Mapocho con escasas precipitaciones registradas. Asimismo, otro episodio de squía se reportó en el año 1637 durante la época colonial. Posteriormente, en 1716 no había agua para el abastecimiento.
En 1742, comenzó la construcción del canal San Carlos que lleva agua desde el río Maipo al afluente del Mapocho con el objetivo de combatir la sequía en la actual Región Metropolitana. En el siglo XX, en 1924 y 1925, se registra una sequía crítica en la zona central vinculada al fenómeno El Niño, lo que provocó pérdida de cosechas y crisis agrarias, así como una fuerte tensión política que contó como factor en el Ruido de Sables.
Otro de los antecedentes más importantes es la Gran Sequía de 1968, una de las más severas del siglo. Afectó a regiones como Atacama, Metropolitana, Maule y Bíobío. La producción agrícola cayó en un 65%, hubo desempleo de aproximadamente 225.000 trabajadores, se redujo el caudal eléctrico y se creó la Comisión Nacional de Sequía.
Últimamente, se han realizado estudios que los glaciares andinos como el Glaciar Universidad, que resultan ser fuentes de agua importante, se ha visto afectado lo que puede repercutir tanto en el medio ambiente como en la calidad de vida de la población. Se puede concluir que las crisis hídricas en Chile no solo tienen un impacto directo al medio ambiente sino que afectan negativamente la economía, la población y su calidad de vida, por ende, se hace imprescindible realizar estudios para disminuir los efectos adversos.

## Problemática
Chile es un país rico en agua, sin embargo, debido a impulsores indirectos cómo factores económicos, normativos, demográficos y de gobernanza hay sectores que presentan mayores dificultades hídricas. 
Chile actualmente tiene un panorama hídrico preocupante, es el país número 18 con mayor nivel de estrés hídrico, de un ranking de 164 países. Esto se debe a la creciente demanda de recursos hídricos para fines agrícolas. Frente a esta situación, Reinaldo Ruiz Valdés, ex delegado presidencial para recursos hídricos, explica: “acá hay un problema del agua que está vinculado con el modelo productivo y con el nivel de consumo. Nosotros hemos hecho algunas estimaciones de cómo el propio aumento de los ingresos de las familias y los sectores medios, va alterando la dieta alimentaria, lo que significa consumir más agua”.
La zona centro-norte por ejemplo se enfrenta a este grave problema de déficit hídrico, las zonas rurales y los sectores en situación de pobreza donde la infraestructura hídrica es más precaria, son las que más sufren de sus consecuencias, obstaculizando directamente la economía de las comunidades debido a un aumento en la degradación de los suelos y pérdida de la biodiversidad debido a la sequía afectando directamente a la producción agrícola. La crisis hídrica pone en riesgo el acceso al agua limpia y saneamiento, a las metas de disminución de la pobreza, de seguridad alimentaria y de crecimiento económico del país.   

## Causas[10]
Cómo impulsor directo podemos encontrar tanto al cambio climático, debido a la disminución de las precipitaciones el país experimenta desde hace más de una década una sequía permanente en la zona centro-norte, como también a las falencias en cuanto a gestión y gobernanza que sufre el recurso hídrico a lo largo del país, de acuerdo a un informe realizado por la Fundación Chile, el 44% de los problemas de brechas y riesgo hídrico se deben a esta mala gestión, esto se evidencia en una poca transparencia en cuanto al mercado del agua en las cuencas hidrográficas, una mala coordinación por parte de las instituciones a nivel de cuenca restringida en cuanto a la gestión del agua por secciones, una paupérrima fiscalización a los usuarios y una información escasa, contradictoria y fragmentada. Además de esto, las temperaturas de las montañas han aumentado cada decenio desde 1976 entre 0,2 y 0,3 °C y los glaciares han pasado por un rápido retroceso.
Adentrándonos más en la economía podemos observar cómo este impulsor indirecto va afectando la concentración de agua por la gran demanda hídrica que existe de sectores cómo la minería, agricultura, silvicultura y acuicultura, siendo la minería, la agricultura y la industria manufacturera también factores importantes en la contaminación del agua.
Otro factor indirecto es la gobernanza actual, la ausencia de sistemas de gestión integrados de cuencas limita el manejo sostenible del agua y no considera la relación que existe entre agua y ecosistemas, es por esto que las normas y los roles institucionales no permiten el uso sostenible de los recursos hídricos y afectan directamente a la actual crisis hídrica que sufre Chile. 
Su directora, Gladys Vidal Sáez, señala que “Precisamente, el código de agua no prioriza las comunidades y lo que debemos tener presente es que si tenemos agua en una cuenca debe ser para las personas, para conservar la biodiversidad y luego para el desarrollo socioeconómico del país, pero esa priorización vital no está hecha en Chile”. 
Esta dificultad, explica la Dra. Vidal, está en el fondo de los problemas que tanto las comunidades como los sectores productivos tienen para el uso del agua. “La realidad es que Chile es el único país del mundo en que no se puede hacer gestión del recurso. Es dramático. Y somos uno de los países mas afectado por el cambio climático”.

## Efectos de la sequía sobre los ecosistemas
Miles de animales han muerto por la sequía en Chile y alrededor de 50 mil animales se han visto afectados por la sequía. Un ejemplo de esto es lo que se prevé para el bosque esclerófilo en la zona central. En el cual se ven afectada vegetación arbórea sobre los 2000-2700 m s. n. m., debido a la baja humedad presente en el suelo durante el verano. En los dos años previos al año 2019 se observó una muerte paulatina del follaje de diversos árboles de la zona esclerófila de la cuenca de Santiago, provocando gran impacto al ecosistema del lugar.  
Otra consecuencia de la baja en la cantidad de precipitación que cae sobre la tierra tiene que ver con los cambios que trae para los ríos cuando hay menos agua circulando. "Menos caudal significa menos arrastre de sedimento, y menos arrastre implica que están llegando menos nutrientes a las desembocaduras", expone Rivera. Explica también que se modifican las condiciones donde viven los animales, como los peces que en invierno prefieren las aguas heladas y que se encuentran con ríos donde, al haber menos agua, la temperatura sube.
Las múltiples variables que agudizan la sequía en nuestro país modifican las condiciones donde viven los animales. "En el tema de fauna y diversidad están los caudales ecológicos: por mucho que nosotros queramos utilizar toda el agua que tenemos disponible en una cuenca, hay que resguardar el caudal ecológico que requiere un sistema fluvial y todos los ecosistemas asociados al río y su desembocadura", añade Álvarez. "No podemos, como sociedad, usar todo lo que la naturaleza nos entrega, porque tenemos que resguardar el manos estos caudales ambientales”  

## Solución
La Fundación Chile, Fundación Avina, y Fundación Futuro Latinoamericano, llevaron a cabo una iniciativa llamada Escenarios Hídricos 2030, donde se identificaron los principales problemas, además de las diferentes visiones de futuro que tenían los actores de los territorios afectados, se concluyó en construir un camino hacia la transición hídrica, una estrategia basada en cuatro ejes fundamentales, que tienen como objetivo pasar de un escenario tendencial a un escenario sustentable.
Estos ejes en cuestión, son los siguientes: La gestión e institucionalidad del agua como el engranaje fundamental que moviliza y habilita soluciones en el corto, mediano y largo plazo. En segundo lugar, las tendencias y recomendaciones a nivel mundial sugieren que se deben tomar las medidas necesarias para proteger y conservar nuestros ecosistemas hídricos, dado que son la base fundamental para la vida y cualquier desarrollo posible. El tercer eje es la eficiencia y el uso estratégico del recurso, donde en contexto de sequía y escasez se hace indispensable optimizar y reducir el requerimiento de agua de los procesos productivos; se estima que el uso eficiente y responsable del agua, por parte de los sectores productivos intensivos en su consumo, podría reducir considerablemente la brecha actual y futura del vital recurso. El último eje es la migración e incorporación de nuevas fuentes de agua, donde los usuarios intensivos de agua se desacoplan de las fuentes de agua natural en la cuenca, dejándola disponible para otros usos vinculados a la conservación y mantención de procesos vitales; se introduce nueva agua fresca para mantener los procesos productivos, generando sinergias en los territorios e impulsando proyectos multipropósito.